# (46793) Phinney
(46793) Phinney (1998 JP) – planetoida z pasa głównego asteroid okrążająca Słońce w ciągu 3,38 lat w średniej odległości 2,25 au Odkryta 1 maja 1998 roku.